# Valesianos
Los eunucos o valesianos son antigua secta de herejes cuyo origen y errores son poco conocidos. San Epifanio que hace mención de ellos en la herejía 58, dice que estaban en Palestina, en el territorio de la ciudad de Filadelfia, al otro lado del Jordán. 
Llevaban algunas de las opiniones de los gnósticos; pero tenían también otras diferentes. Lo que se sabe es que todos eran eunucos y que no querían en su congregación otra clase de hombres. Si recibían a algunos, les prohibían el uso de la carne hasta que se mutilasen. Entonces les permitían toda especie de manjares, porque desde aquel punto los tenían por exentos de los movimientos desordenados de la carne. También se ha creído que mutilaban a veces por violencia a los extranjeros que pasaban por su país, pero este hecho no es muy probable: los pueblos comarcanos se hubieran armado en ese caso contra ellos y los habrían exterminado.
Como San Epifanio puso esta herejía entre las de los noecianos y novacianos, se presume que existía por los años 240; pero no pudo propagarse mucho, ni existir largo tiempo.